# Политология
Политоло́гия — наука о политике как особой сфере жизнедеятельности людей, связанной с властными отношениями, с государственно-политической организацией общества, политическими институтами, политическими принципами и нормы, призванными регулировать взаимную связь и обусловленность между людьми, обществом и государством. Политология изучает политическую сферу общественной жизни, политику, политическую власть, определение основ ее легитимности, влияние на нее правовой системы, механизмы обеспечения ее стабильности и оптимальности с точки зрения правления и реализации интересов общества. 
В сферу политологии входит широкий спектр вопросов, связанных с формированием знаний о политике и политической деятельности, системе властных отношений, политической системе управления в государстве, политических, социальных, экономических и иных последствиях ее функционирования, а также с объяснением и предсказанием политических процессов, явлений и политического развития. Политология исследует системообразующие признаки различных политических систем, политические режимы, условия их изменения или смены, функции и роли политической идеологии, политической культуры, гражданского общества как субъекта и объекта политического управления и т. д.

## История политологии как науки
Историю развития политологии можно условно разделить на три периода:
1. Философский. Возникает в Древнем мире. Продолжается до середины XIX века. Аристотель — основатель политической науки; Цицерон, известный оратор, также много сделал для развития этой науки; Платон; Никколо Макиавелли — итальянский учёный, живший во Флоренции (XVI век), который считается учёным, возродившим политологию в современную эпоху.
2. Эмпирический. От середины XIX в. до 1945 года. Начинается изучение политологии научными методами. Большое влияние на её развитие оказала социология. Возникает движение марксизм. В 1920-30-е годы центром политологии становятся США. Начинается преподавание политической науки в учебных заведениях.
3. Рефлексия. 1945 год — продолжается до наших дней. В 1948 году под эгидой ЮНЕСКО был созван международный коллоквиум политологов, где рассматривались вопросы политической науки, был определён предмет, объект, задачи политологии. Всем странам было рекомендовано ввести эту науку для изучения в высших учебных заведениях.

Научные труды:
- Самостоятельное значение имеет политическая мысль Древнего Востока.
- Античность: наиболее древние из дошедших до нас научных трудов по политологии:

```
   
Платон
. 
Государство
 (360 г. до н. э.) 
   
Аристотель
. 
Политика
 (примерно 330 г. до н. э.) 
   
Цицерон
. 
О государстве
 (51 г. до н. э.)
   
Августин
. 
О граде Божьем
 (427 г.). 
```

- Средневековье: Фома Аквинский и его последователи из Саламанкской школы.
- Возрождение:

```
   
Макиавелли, Н.
 
Государь
 (примерно 1513 г.) 
   
Мор, Т.
 
Утопия
 (1516 г.)
   
Кампанелла, Т.
 
Город Солнца
 (1602 г.).
```

- XVII век: произведения голландских и английских просветителей:

```
   
Гроций, Г.
 
О праве войны и мира
 (1623 г.)    
   
Бэкон, Ф.
 
Новая Атлантида
 (1627 г.)    
   
Гоббс, Т.
 
Левиафан
 (1651 г.)
   
Спиноза, Б.
 
Богословско-политический трактат
 (1670 г.) 
   
Локк, Д.
 
Два трактата о правлении
 (1689 г.). 
```

- XVIII век: произведения французских, франко-швейцарских и франко-германских просветителей:

```
   
Монтескьё, Ш.
 
О духе законов
 (1748 г.) 
   
Морелли, Э.
 Кодекс природы (1755 г.)
   
Руссо, Ж.-Ж.
 
Общественный договор
 (1762 г.)
   
Гольбах, П.
 Естественная политика (1770 г.) 
   
Марат, Ж.
 Цепи рабства (1774 г.)
   
Мабли, Г.
 О законодательстве (1776 г.)     
```

- XIX в.: социалистические, позитивистские и анархические концепции:

```
   
Сен-Симон, А.
 Катехизис индустриалов (1823 г.)
   
Оуэн, Р.

   
Фурье, Ш.
 Новый промышленный и общественный мир (1828 г.)
   
Конт, О.

   
Прудон, П.-Ж.

   
Бакунин, М. А.
 
Государственность и анархия
 (1873 г.)
   
Спенсер, Г.
 Личность и государство (1884 г.)
   
Маркс, К.
, 
Энгельс, Ф.
 
Манифест Коммунистической партии
 (1848 г.).
   
Маркс, К.
 
Капитал
 (1867 г.)             
   
Энгельс, Ф.
 
Происхождение семьи, частной собственности и государства
 (1884 г.) 
   
Вебер, М.
 
Протестантская этика и дух капитализма
 (1905 г.).
```

- XX в.: коммунистические, антитоталитаристские и глобалистские концепции, развитие сравнительной политологии:

```
   
Ленин, В. И.
 
Что делать?
 (1902 г.). 
Империализм как высшая стадия капитализма
 (1916 г.). 
Государство и революция
 (1917 г.)
   
Сталин, И. В.
 
Об основах ленинизма
 (1924 г.). 
Экономические проблемы социализма в СССР
 (1952 г.)
   
Арендт, Х.
 
Истоки тоталитаризма
 (1951 г.)
   
Поппер, К.
 
Открытое общество и его враги
 (1965 г.)
   Труды 
Римского клуба
.
```

## История политологии как учебной дисциплины
Как учебная дисциплина, политика стала включаться в учебные программы европейских университетов с конца XIV века. Первоначально её преподавание сводилось к изучению «Политики» Аристотеля.
Качественное изменение преподавания политики произошло во второй половине XIX века во многом благодаря развитию социологии и методологии позитивизма. В европейских и северо-американских университетах появились кафедры и даже факультеты политических наук. Первой в 1857 году была открыта кафедра истории и политической науки в Колумбийском университете (США, 1857); затем были открыты Академия нравственных и политических наук в Мадриде (Испания, 1861), Свободная школа политических наук в Париже (Франция, 1871), Школа политической науки в Колумбии (США, 1880), Общество государствоведения в Берлине (Германия, 1883), Лондонская школа экономических и политических наук (Великобритания, 1895).
Значительную роль в развитии политологического образования сыграл международный симпозиум по политической науке, проведённый в 1948 году под эгидой ЮНЕСКО. Именно тогда был предложен термин «политология» и была разработана рекомендация по введению преподавания соответствующей дисциплины в рамках системы высшего образования.

## История политологии в России
Первые опыты преподавания политики в учебных заведениях России относятся к началу XVIII века, а с середины века политику стали изучать в философском классе Славяно-греко-латинской академии. Отдельные политические дисциплины преподавались в Академическом университете. Но только М. В. Ломоносов предложил ввести преподавание отдельного общего курса политики в проекте Московского университета, открытого в 1755 году. Этот курс начал читать первый профессор кафедры политики К. Г. Лангер с конца 1760-х годов.
С 1804 по 1835 год в составе Московского университета и других российских университетов работал факультет нравственных и политических наук, готовящий специалистов в области политики и политической экономии. Университетский устав 1835 года существенно ограничил возможность изучения политической проблематики в университетах. После принятия Университетского устава 1863 года политические науки стали изучаться на кафедрах энциклопедии права (дисциплины: Энциклопедия юридических и политических наук, История философии права), государственного права (дисциплины: Теория государственного права, Государственное право важнейших иностранных государств, Русское государственное право), политической экономии и статистики юридического факультета Московского университета. После 1917 года сложившаяся система преподавания политических наук была разрушена.
Необходимость идеологической борьбы с СССР в конце 1940-х, одной из идеологических платформ которого была политэкономия (см. Политология СССР), а также бурное послевоенное развитие такого направления социологии как политтехнология, побудила политическую элиту стран НАТО, снять негласное табу с этой темы, дополнив её политтехнологией, и оформить как самостоятельную отрасль научного знания; до того круг вопросов, связанных с теорией государственного устройства, рассматривался в рамках философии, а с конца XIX века — и в социологии.
В СССР политология официально была признана «буржуазной лженаукой», что, однако, не помешало открытию в 1955 году Советской ассоциации политических наук. В 1963 году на базе МВТУ им. Баумана и МГУ им. Ломоносова был создан Университет политической пропаганды (c 1989-го Университет политических проблем), в рамках которого начинается преподавание политологии.
Возрождение политологии в современной России происходит в 1989 году — со времени введения дисциплины в реестр специальностей вузов страны и открытия кафедр и отделений политологии: в марте 1989 года в Ленинградском государственном университете на философском факультете СПбГУ (первая в СССР и РФ), в РУДН, МГИМО, тогда же открылось отделение политологии Московского государственного университета имени М. В. Ломоносова, позже преобразованное в факультет политологии МГУ . В 1990—1991 годах Советская ассоциация трансформировалась в Российскую ассоциацию политической науки — РАПН.
Новый импульс к развитию университетская политология получила в 2008—2009 годах в результате полноценной институционализации этой дисциплины в рамках отдельных факультетов крупнейших университетов России — в сентябре 2008 года был создан факультет политологии МГУ, в марте 2009 года — факультет политологии СПбГУ.

## Объект и предмет политологии
В первую очередь объектом изучения политологии как науки является политическая власть, основы её правовой системы, определение основ её легитимности, выяснение механизмов обеспечения её стабильности и оптимальности с точки зрения правления. Кроме этого, объектом изучения политической науки является политика, политическая сфера общественной жизни. Предметом политологии являются закономерности взаимоотношений социальных субъектов по поводу политической власти. Конечно, эти проблемы изучаются не только политологией, но и философией, социологией, государственно-правовой наукой и т. д. Политология же изучает их, интегрируя в себя отдельные аспекты этих дисциплин.
В рамках системно-управленческого подхода в политологии объектом изучения политологии называются процессы и эффективность политического управления всеми видами технологий и процессов жизнедеятельности в государстве. В качестве логической основы системы политического управления рассматривается идеология. При системно-управленческом подходе в политологии формулируются функции и роли идеологии, политической культуры, гражданского общества (как субъекта и объекта политического управления), разработана система коэффициентов для количественной оценки эффективности политического управления и оценки деятельности политических субъектов.
В представлении многих учёных политология представляет собой междисциплинарную науку, предметом изучения которой являются тенденции и законы функционирования и развития политической жизни, которые отражают реальный процесс включения субъектов политики в деятельность с реализацией политической власти и политических интересов. Но в то же время многие учёные придерживаются противоположной точки зрения, полагая, что нет особых оснований для открытия «вечных» истин и «неизменных» политических законов. По их мнению, часто сторонники поиска политических законов не учитывают главного — то, что один теоретик рассматривает как «прогресс», для другого оказывается регрессом.
Расширение предметного поля политологии как науки нашло отражение в усложнении структуры самой политологии как науки, формировании новых исследовательских направлений и научных школ. Условно политологию можно разделить на теоретическую и прикладную. Значение последней со временем только возрастает, что обусловлено востребованностью исследований в области реальной политики.
Проблемы, которыми занимается политология, можно разделить на три крупных блока:
1. философские и идейно-теоретические основания политики, системообразующие признаки и важнейшие характеристики подсистемы политического, политические феномены, свойственные тому или иному конкретному периоду истории;
2. политические системы[12] и политическая культура[9], отличия и сходства между различными политическими системами[13], их преимущества и недостатки, условия их изменений[14] и т. д.;
3. Политические институты[15], политический процесс, политическое поведение и участие и т. д.

## Неравномерное распространение политической науки по всему миру
По мнению австрийского политолога Арно Тауша, данные OCLC World Cat о глобальных публикациях последних 5 лет в области политологии показывают, что в политологии по-прежнему доминирует английский язык. По ключевому слову «Political Science» в период с 2016 по 2021 год было зарегистрировано не менее 505365 новых названий на всех языках, но 69 % были опубликованы на английском, 4,2 % на немецком, по 1,8 % на шведском и французском, 1,7 % на арабском и 1,3 % на испанском.
Согласно исследованию Тауша, за последние 5 лет лишь небольшая группа лидеров в 4,1 % англоязычных публикаций достигла > 500 библиотек, а не менее респектабельная группа в 17,5 % книжной продукции по политологии достигла 50 — 499 библиотек.
Не менее поразительными являются имеющиеся данные о все ещё существующей концентрации производства знаний. В странах, где проживает всего 5,4 % населения Земли, публикуется 70,1 % всех мировых политологических журналов, индексируемых в Scopus. Библиотеки стран БРИКС — Бразилии, России, Индии и Китая с более чем 40 % мирового населения — имеют доступ лишь к крошечной части — менее 1 % каждая из 474974 работ в OCLC Worldcat со словом «политология» в названии.
Из 16705 серийных публикаций с ключевым словом «политическая наука» не менее 11254 выходили на английском языке, в то время как 772 журнала выходили на немецком, 711 на французском и 471 на китайском. Согласно упомянутому исследованию, анализ географического распределения мировых библиотечных фондов American Political Science Review, официального журнала самой престижной в мире профессиональной ассоциации политологов, выявил поистине шокирующие подробности того, что Тауш назвал ограниченным глобальным распространением и малозаметностью политологических знаний сегодня. В настоящее время журнал доступен в 1797 библиотеках по всему миру, но из них только 16 библиотек в Латинской Америке, 7 библиотек в Африке южнее Сахары, 6 библиотек во Внутренней Азии (< 3600 км от Улан-Батор, Монголия) и 7 библиотек в Южной Азии имеют подписку на журнал. Обследованные библиотечные системы Албании, Алжира, Багамских островов, Бутана, Болгарии, Колумбии, Коста-Рики, Кубы, Кипра, Эстонии, Грузии, Греции, Ирана, Казахстана, Косово, Литвы, Мальты, Мексики, Молдовы, Черногории, Намибии, Северной Македонии, Омана, Панамы, Перу, Румынии, Словацкой Республики, Туниса, Украины, Уругвая, Ватикана и Венесуэлы имели менее 100 англоязычных названий по «политологии» каждая.

## Методы и методологии политологических исследований
Политология имеет большой арсенал исследовательских методов, поскольку является междисциплинарной наукой и использует методологическую базу всех смежных дисциплин.
Большинство исследователей склонны выделять три группы методов.
Первая группа — общелогические методы, используемые политологией как одной из обществоведческих наук (философия, социология, экономика). Это — не собственно методы политической науки. Сюда входят:
- анализ и синтез;
- индукция и дедукция;
- аналогия;
- моделирование;
- классификация;
- абстрагирование и восхождение от абстрактного к конкретному;
- сочетание исторического и логического анализов;
- мысленный эксперимент.

Вторая группа — методы эмпирических исследований, получения первичной информации о политических фактах. Сюда относятся:
- использование статистики (прежде всего электоральной);
- анализ документов (количественный и качественный контент-анализ, ивент-анализ);
- опрос (анкетный и экспертная оценка);
- интервьюирование;
- лабораторные эксперименты;
- теория игр;
- современные компьютерные технологии, включая методы искусственного интеллекта, геоинформационные системы[17] и другие.

На основе вышесказанного можно выделить третью группу — методологии (концептуальные практико-теоретические подходы к исследованию, объединяющие совокупности специфических методов) политической науки. К ним относятся:
1. Социологическая — предполагает выяснение зависимости политики от общества, социальной обусловленности политических явлений, в том числе влияния на политическую систему экономических отношений, социальной структуры, идеологии, культуры. В своих крайних проявлениях представлена в марксизме — тезис зависимости политической структуры от экономического базиса.
2. Бихевиоралистская — пришла на смену институциональной. Особое развитие получила в США в последней трети XIX в. Претендует на максимальную научность в политологии, широко использует методы естественных наук, конкретной социологии. Суть бихевиоралистской методологии заключается в изучении политики посредством конкретного исследования многообразного поведения отдельных личностей и групп (но не институтов). Конституирующие начала данного подхода: 1) политика имеет личностное измерение, групповые действия людей так или иначе восходят к поведению отдельных личностей, которые и являются объектом исследования; 2) доминирующие мотивы поведения людей — психологические, они могут иметь и индивидуальную природу; 3) политические явления измеряются количественно; это открывает перед политологами возможность использования математики.
3. Нормативно-ценностная — предполагает выяснение значения политических явлений для общества и личности, их оценку с точки зрения общего блага и справедливости, свободы, уважения человеческого достоинства и т. п. Этот подход ориентирует на разработку идеала политического устройства и путей его практического воплощения. Он исходит из должного или желаемого и в соответствии с этим строит политические институты и поведение.
4. Функциональная[18] — требует изучения зависимостей между политическими явлениями, проявляющимися в опыте, например, взаимосвязей между уровнем экономического развития и политическим строем, между степенью урбанизации населения и его политической активностью, между количеством политических партий и избирательной системой.
5. Системная, применительно к политике, была впервые разработана в 1950—1960-е годы Д. Истоном[12] и Т. Парсонсом[19]. Суть этого подхода состоит в рассмотрении политики как целостного, сложного организма, саморегулирующегося механизма, находящегося в непрерывном взаимодействии с окружающей средой через вход и выход системы. Политической системе принадлежит верховная власть в обществе.
6. Антропологический подход — противоположен во многом социологическому. Он требует изучения обусловленности политики не социальными факторами, а природой человека как родового существа, имеющего инвариантный набор основополагающих потребностей (в пище, одежде, жилище, безопасности, духовном развитии и т. д.).
7. Психологический подход — сходен с антропологическим. Однако, в отличие от последнего, он имеет в виду не человека вообще как представителя рода, а конкретного индивидуума, что предполагает учёт его родовых качеств, социального окружения, особенностей индивидуального развития. Важнейшее место здесь занимает психоанализ, основы которого разработал 3игмунд Фрейд.
8. Социально-психологический подход аналогичен психологическому, однако применительно к индивидам, в зависимости от их принадлежности к социальным группам, этносам. С его помощью исследуется психологический характер этих групп (наций, классов, малых групп, толпы и т. д.).
9. Критико-диалектический подход широко применялся в советском марксизме. Анализ политических явлений проводился в контексте выявления внутренних противоречий как источника самодвижения политики. Пользуются им и в неомарксизме (Ю. Хабермас, Т. Адорно и др.), прибегает к нему также леволиберальная и социалистическая мысль.
10. Сравнительная методология[20] широко распространена в современной политической науке, в которой выделяется специальная отрасль знания — сравнительная политология (например, политические мировые системы: англо-американская, европейская, континентальная, восточная и т. д.). Этот подход предполагает сопоставление однотипных политических явлений, например, политических систем, различных способов выполнения одних и тех же политических функций и т. д. с целью выявления их общих и специфических черт, нахождение наиболее эффективных форм политической организации.

## Задачи политологии
Задачи политологии — формирование знаний о политике, политической деятельности; объяснение и предсказание политических процессов и явлений, политического развития; разработка концептуального аппарата политологии, методологии и методов политического исследования. С этими задачами органически связаны функции политологии. Важнейшими из них являются следующие: гносеологическая, аксиологическая, управленческая, функция рационализации политической жизни, функция политической социализации.
Метод политической науки (в рамках системно-управленческого подхода в политологии) — это система принципов и приёмов, с помощью которых осуществляется снятие неопределённости, объективное познание политической системы управления в государстве, а также политических, социальных, экономических и иных последствий императивного политического управления.
Роль политологии — повышение уровня социально-экономической эффективности деятельности, а также снижение политических рисков социально-экономических субъектов.

## Функции политологии
- Гносеологическая. Политология позволяет получать новые знания и формализовывать существующие.
- Аксиологическая. Политология формирует систему ценностей, позволяет давать оценки политическим решениям, политическим институтам, политическим событиям.
- Теоретико-методологическая. Политология разрабатывает теории и методологии исследования политических явлений.
- Социализирующая. Позволяет людям разобраться в сути политических процессов.
- Мотивационная. Политология может формировать мотивы и действия людей.
- Практико-политическая. Экспертиза политических решений, теория политических реформ.
- Прогностическая. Политология прогнозирует политические процессы. Прогнозирование осуществляется с помощью системы различных методов, процедур, технологий прогнозирования и практического воздействия на политический процесс. Разновидностью политического прогнозирования является разработка моделей и сценариев развития политической ситуации, предназначенных для обоснования принятых решений.

Ещё одна трактовка:
В отечественной политологии отмечаются такие функции политики:
- Выражение властно значимых интересов всех групп и слоёв общества.
- Разрешение общественных конфликтов, их рационализация.
- Руководство и управление политическими и общественными процессами в интересах тех или иных слоёв населения или всего социума в целом.
- Интеграция различных слоёв населения за счёт подчинения их личных интересов интересам общества, обеспечение целостности общественной системы, стабильности и порядка.
- Политическая социализация.
- Обеспечение преемственности и инновационности социального развития общества и всего государства в целом.